# Adelina Gutiérrez
Carmen Adelina Gutiérrez Alonso (Santiago del Cile, 27 maggio 1925 – Santiago del Cile, 11 aprile 2015) è stata un'astrofisica cilena.
È stata la prima cilena a ottenere un dottorato in astrofisica e la prima donna a diventare membro dell'Accademia cilena delle scienze.